# 라면

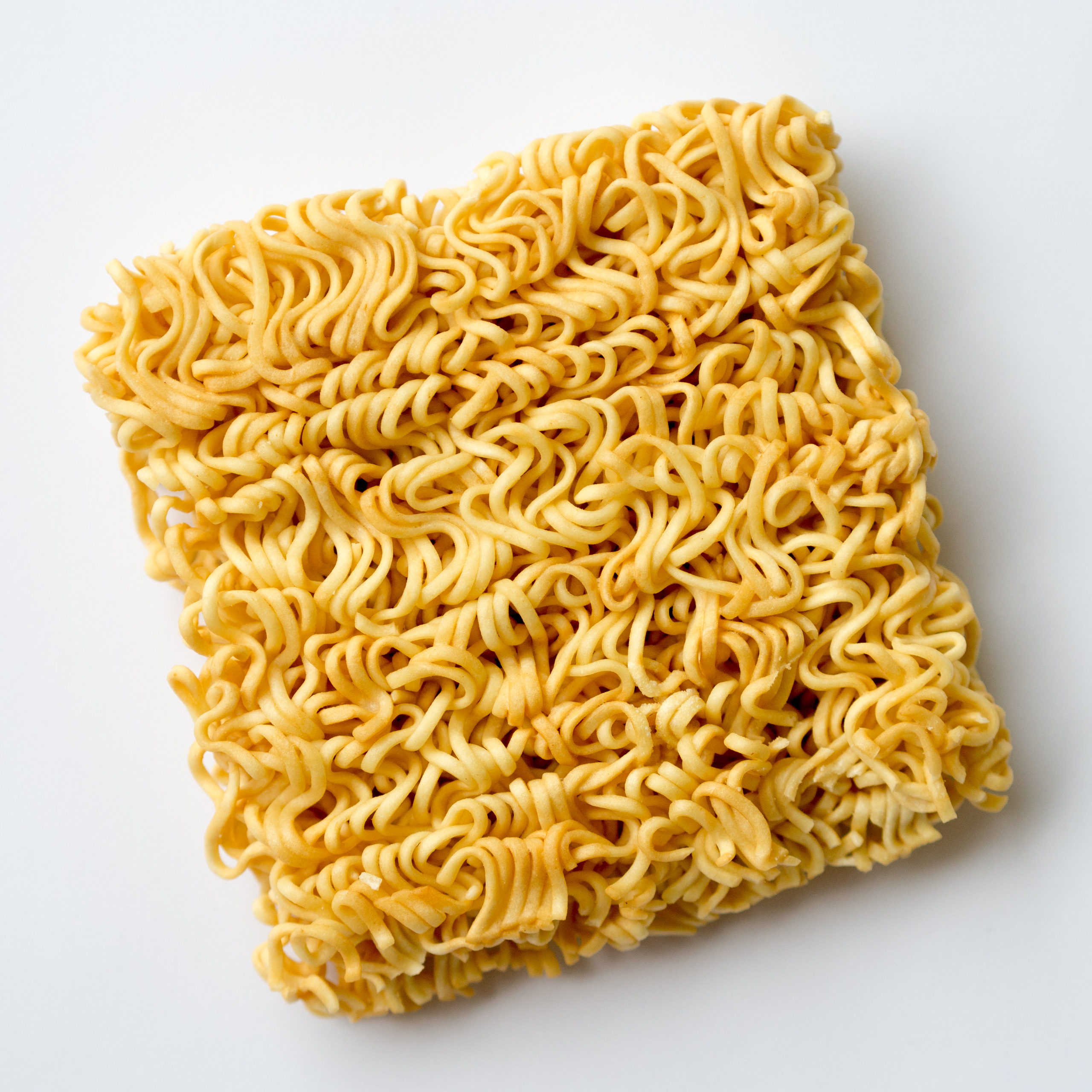
라면사리

라면(拉麵, 문화어: 꼬부랑 국수, 영어: instant noodles, instant ramyun/ramen)은 국수를 스프, 건더기 등을 함께 끓는 물에 넣어서 요리하는 국수 형태의 인스턴트 식품이다.
건면 블록은 원래 조리된 면을 튀겨내는 방식으로 만들어졌으며, 이는 여전히 아시아 국가에서 주로 사용되는 방식이다. 공기 건조 국수 블록은 서양 국가에서 선호된다. 건면블록은 먹기 전 삶거나 끓는 물에 담가두도록 고안된 것이다. 중국 국수 수프를 일본식으로 변형한 라면은 일부 일본 제조업체에서 인스턴트 국수 맛을 나타내는 설명으로 사용되기도 한다. 이는 미국에서 모든 인스턴트 국수 제품의 동의어가 되었다.
인스턴트 라면은 일본 닛신식품의 안도 모모후쿠가 발명했다. 1958년에 치킨 라멘(Chikin Ramen)이라는 브랜드 이름으로 출시되었다. 1971년 닛신은 최초의 컵라면 제품인 컵라면을 출시했다. 인스턴트 국수는 다양한 브랜드 이름으로 전 세계적으로 판매된다.
인스턴트 라면의 주요 성분은 밀가루, 전분, 물, 소금 및 간수이다. 간수는 탄산나트륨과 일반적으로 탄산칼륨을 함유하고 때로는 소량의 인산을 함유한 알칼리성 광천수이다. 향료 분말의 일반적인 성분은 소금, 글루타민산나트륨, 조미료 및 설탕이다. 향료는 보통 별도의 봉지에 들어있지만, 컵라면의 경우 컵 안에 풀어져 있는 경우가 많다. 일부 인스턴트 국수 제품은 밀봉 포장되어 있다. 재가열하거나 포장이나 용기에서 바로 먹을 수 있다.

## 역사

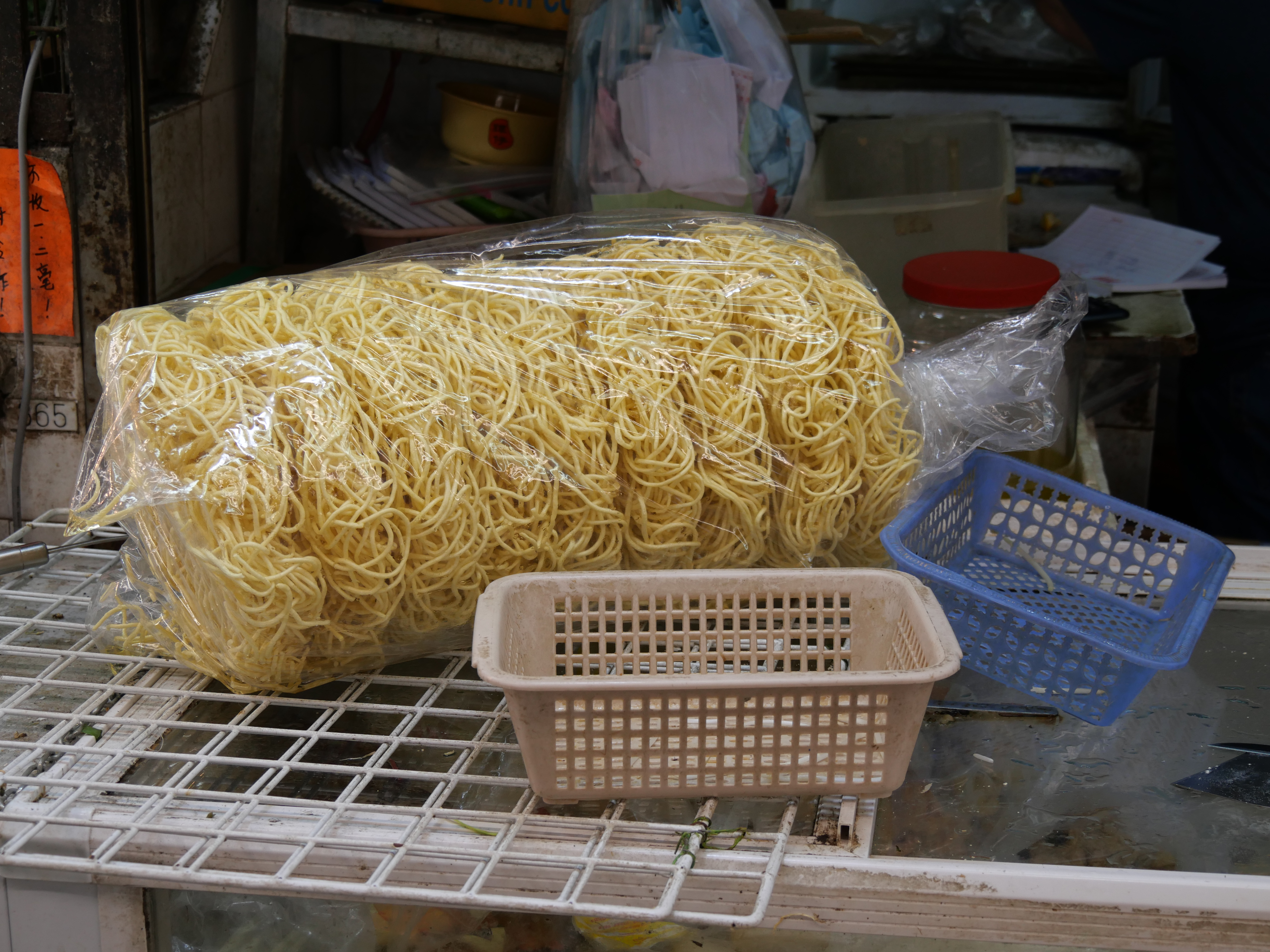
중국식 이 볶음면 한 봉지.

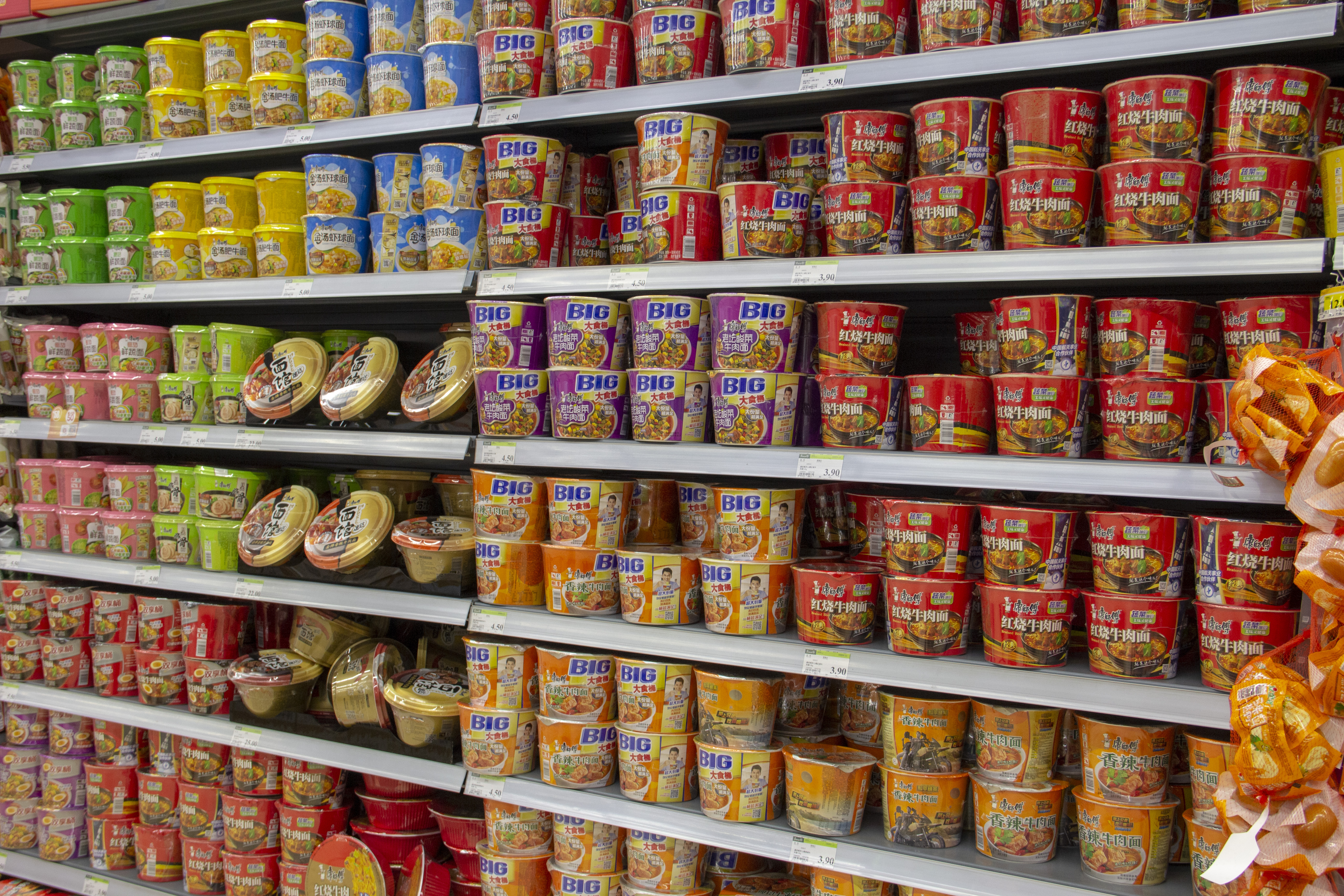
선반 위의 라면.

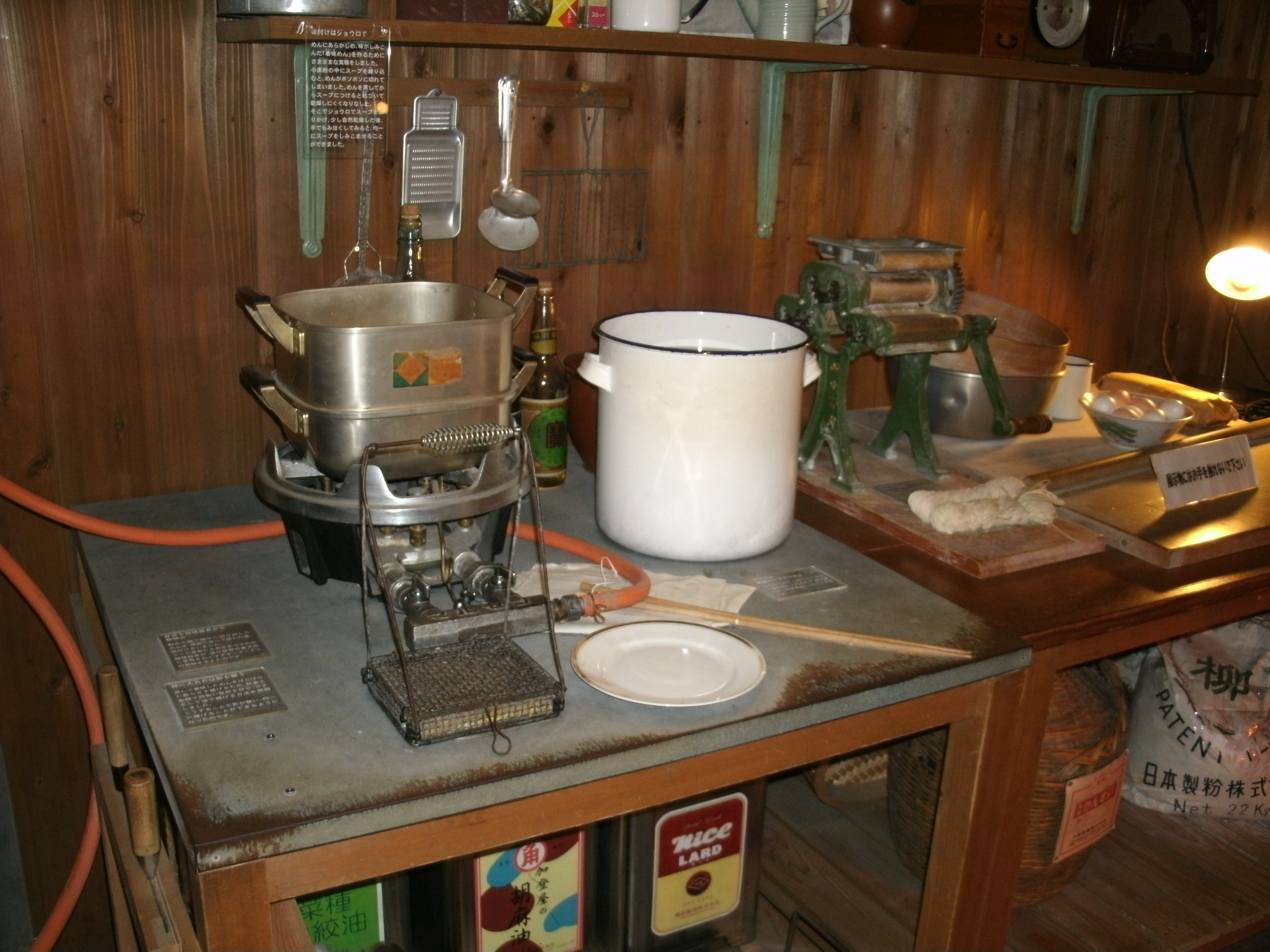
안도 모모후쿠가 라면을 만들었던 작업장 재현. 컵 누들 박물관 오사카 이케다.

라면은 밀가루와 달걀 그리고 물과 소량의 소금 등을 넣어 반죽하여 면을 뽑고 한 번 삶고 튀겨서 건조한 면을 이후 뜨거운 물에 다시 먹을 수 있는 상태로 만들어지는 형태이다. 면과 함께 분말스프와 건더기스프로 구성된 제품이 일반적이다. 라면은 중국에서 전투시 비상 식량으로 사용된 것이 유래이다. 당시 일본이 중일전쟁을 하면서 배워 왔다는 설도 있다.
현재의 인스턴트 라면은 제2차 세계 대전이 끝난 뒤 극심한 식량 기근을 해결하기 위해, 일본에서 대만계 일본인인 안도 모모후쿠가 발명하였다. 당시 미군 구호품으로 밀가루가 많이 있었기에 이를 이용한 새로운 식품을 고안하게 되었다. 밀가루로 국수를 만들어 기름에 튀겨 국수 안의 수분이 증발되고 이후 뜨거운 물에 들어가게 되면 본래의 상태로 풀어져 먹기 좋은 상태가 된다. 최초의 즉석 라면은 1958년 8월 25일에 현재 닛신식품의 전신인 산시쇼쿠산에서 생산한 치킨라멘이었다. 초기 라면은 양념이 면에 더해진 형태였으나 이후 1962년에 스프를 분말로 만들고 따로 첨부한 형태의 봉지면이 인기를 끌게 되었다.
라면이 한국에 처음 도입된 것은 1963년 9월 15일이다.

## 나라별 라면

### 한국

#### 대한민국
1963년 9월 15일에 삼양식품 창립자 전중윤 회장은 일본의 묘조식품 으로부터  제조기술을 전수받아 처음으로 삼양라면을 만들어 팔기 시작했다. 또한 당시 라면의 가격은 10원이었다. 처음에는 생소하여 판매가 부진했지만, 무료 시식회에서 그 맛을 인정받으며 곧 서민들의 음식으로 환영받게 되었다. 당시 정부의 혼분식 장려정책도 라면이 널리 보급되는 데 기여했다. 1960년대 정부는 쌀 부족문제 해결을 위해 혼식(잡곡밥)과 분식(밀가루 음식)을 강제하는 정책을 실시했는데, 그 정책 덕분에 라면은 많이 팔릴 수밖에 없었다. 그 실제 사례로 1969년에 한 해 동안 천 오백만 봉지가 팔렸다. 1970년에 들어서는 즉석 짜장면, 칼국수, 냉면 등의 다양한 제품이 나왔다. 또 대한민국 한식 문화에 알맞게 만든 된장라면이 출시되었다. 1982년 11월 17일 육개장사발면의 출시를 시작으로 용기에 직접 뜨거운 물을 부어 먹는 컵라면이 인기를 끌기 시작했는데  이후 다양한 종류의 라면이 출시되고 있다.
2018년부터 라면 포장지 외부면에 매운맛의 정도가 단계별로 표시되는 제도가 시행되었다. 인스턴트 라면의 분말 스프 (액상스프)를 시험해 매운 성분 (mg/kg, ppm)의 함량이 80 미만인 경우 '1단계(순한맛)', 80∼179일 경우 '2단계(보통 매운맛)', 180∼279일 경우 '3단계(매운맛)', 280 이상일 경우 '4단계(매우 매운맛)'로 구분해 라면 봉지의 주표시면 및 일괄표시면에 표시되어 있다.
한국 라면은 대부분 매운 맛을 사실상 표준으로 삼고 있다. 국민 라면인 신라면 또한 매울 '신' 한자를 쓰고 있으며, 한국 라면은 매운 맛의 대명사며, 많은 유튜버 채널들이 매운 맛을 도전하기 위해 한국의 브랜드 라면들을 사용한다. 매운 맛이 한국 라면의 표준이 된 사연은 역사로 거슬러 올라가는데, 박정희 대통령이 '우리 국민의 입맛에 맞게 라면을 맵게 할 순 없나'며 직접 삼양에 전화도 한 일화도 있다.

#### 조선민주주의인민공화국
꼬부랑국수 또는 즉석국수라고 부른다. 대동강이라는 브랜드로 봉지라면과 컵라면이 출시되었으며 판매 중이다. 조선민주주의인민공화국에서 최초로 설립된 라면 공장은 '대동강즉석국수공장'이다. 2000년에 홍콩 자본을 끌여들여 현대적 시설로 평양시 대동강변에 건설했다. 북조선의 보통강상사와 홍콩의 리달무역공사가 설립한 '보통강 양해합영회사'가 운영하는 이 공장은 북한 최초의 라면공장이다. 한편 라면이 명절 선물로 큰 인기를 끌고 있다고 알려져 있다.

### 중국

#### 중화인민공화국
중국에서는 라면 시장이 빠르게 성장하고 있다. 시장은 보통 1위안이 넘는 고급 제품에 초점을 맞추고 있다. 톱 3 브랜드가 모든 시장의 85% 이상을 차지하고 있다. 1위안(한화 약 175원) 이하의 제품은 중국 라면 시장의 60%를 차지하고 있다.

#### 홍콩
주로 이 지역사람들은 이먼(영어: Yimen)을 오랫동안 요리해 왔다. 이먼은 청나라에서 개발된 초기 라면이다. 현대의 홍콩 라면은 돌 누들즈(영어: Doll Noodles)로 1960년대 말에 윙난 회사에 의해 처음 선을 보였으며 그 때부터 홍콩과 남중국의 라면의 동의어가 되어 왔다.

#### 중화민국
1967년에 일본의 기술을 도입하여 최초로 "Shengli Noodle"이라는 마른 불린 닭고기 국수를 생산했다. 상리면은 타이완 시장에서 점차 철수했지만, 상리면을 라면의 적절한 용어로 사용하는 것에 익숙해진 노년층은 여전히 많다.

### 일본
일본이 즉석 라면의 원조임에도 불구하고, 인구비로 볼 때, 일본인들은 중국인보다 많이, 한국인보다 적게 먹는다. 심지어 2005년경 중국의 생산량이 일본을 따돌릴 정도였다. 즉, 일본에서는 라면은 가벼운 음식으로 여겨지고 있다. 일본인들은 평균 한 해에 약 40여 개의 즉석 라면을 먹는다. 일본은 즉석 라면도 잘 먹지만 라멘도 많이 먹기 때문이다.

### 아르헨티나
아르헨티나에서는 거의 대부분의 주요 도시 슈퍼마켓에서 찾을 수 있다. 시초는 1988년에 닛신식품이 아르헨티나에 진출하여 3가지 맛으로 현지인 입맛에 맞추어 출시 하였으나, 현지인들의 호응이 저조하여 1990년대 초반 자취를 감추었다. 그 후 네슬레가 생산라인을 인수하여 다른 브랜드로 1990년대 중반까지 생산하다가 중단되었고, 대신 미국과 브라질에서 수입한 명성식품과 산요식품이 만든 라면을 시중에서 쉽게 찾을 수 있다. 2000년 이후 중국인 이주 파동에 따라, 차이나타운에 위치한 중국인하이퍼마켓과 수입상들은 각종 라면 제품들을 수입해 팔고 있다. 2022년에 현재 아르헨티나 슈퍼마켓 디스코(영어: Disco)에서는 미국산 라면 마루찬(영어: Maruchan)과 브라질산 닛신식품 라면 브랜드의 제품을 쉽게 찾을 수 있으며, 새우맛, 소고기맛, 닭고기맛, 치즈맛과 같은 맛들이 있다.

### 캐나다
캐나다에서 찾을 수 있는 주 라면 제품은 산요식품과 미스터 누들즈가 출시한 것이다. 이 주 제품들은 보통 한 가지 맛을 내는 용기가 하나만 들어 있다. 다른 제품들은 조그마한 용기의 깨기름이 들어 있다. 일부 주요 도시에서, 유럽에서 수입한 제품들을 구입할 수 있다.

### 브라질
브라질에는 닛신식품이 1975년에 진출하여 현지공장을 세우며 출시했다. 1990년대 이후 인근국가에 수출도 한다. 특별한 요리 기술 없이 값싸게 요리할 수 있다는 데에서 사람들이 자주 찾는다.

### 러시아
라면이 널리 유통됨에도 불구하고, 러시아에서는 라면이 가난한 사람들이 먹는 음식으로 무시하는 것이 보통이다. 즉석 라면이 해로운 물질을 담고 있다는 믿음도 자리잡고 있다.
하지만 도시락 라면이 진출하고 인기가 오르자 국민 간식으로 각광 받고 있다.
러시아에서 가장 인기 있는 즉석 라면은 롤톤(영어: Rollton)과 팔도의 도시락이 있다. 도시락은 1986년에 처음 시판된 후 한국에서는 판매 실적이 부진하지만 러시아에서는 인기가 높아 2003년에는 2억5천만개를 수출하였었다.
라면은 러시아 속어로 봄쉬 파 켓(러시아어: Бомж-пакет)이라고 하며, 방랑자의 꾸러미(영어: tramp's bundle)라는 뜻을 가지고 있다.
팔도 도시락이 러시아에서 선풍적으로 인기를 끈 요인은 용기가 사각형이기 때문에 가방에 넣고 다니기 편하며 여타의 대한민국산 라면에 비해 덜 매워서 백인종들이 먹기에는 되려 다른 대한민국산 라면보다 팔도 도시락이 훨씬 입맛에 맞았기 때문이다.

### 폴란드
폴란드에서는 라면이 보통 중국 죽(폴란드어: zupka chińska)이라는 이름으로 불린다.

### 독일
독일에서는 1990년대부터 독일에서 상대적으로 잘 알려지기 시작했다. 독일에는 두 가지 종류의 라면이 있다. 첫 번째로는 서양화된 버전의, 순한맛의 닭고기맛, 채소맛, 쇠고기맛 등이 있다. 두 번째로는 일본에서 흔히 불리는 라멘이라고 불리는 것으로서, 아시아에 알려진 전통 라면과 유사하다. 독일의 라멘은 소수 민족의 음식으로 치부되어 전문 가게에서만 팔렸으나, 1990년대 중반 이후로 독일 슈퍼마켓 전역에서 즉석 음식 코너에서 쉽게 구매할 수 있다. 가장 잘 알려진 제품으로 닛신식품의 컵라면 냠냠(영어: Yum Yum)과 네슬레의 마기(영어: maggi)가 있다.

### 영국
영국에서 잘 알려진 즉석 라면으로는 팟 누들(영어: Pot Noodle)이 있다. 이것은 1970년대 중반의 영국인 골든 원더가 만든 컵라면이다. 실제로 주요 슈퍼마켓 체인점과 식료품 가게에서 전국적으로 구매할 수 있다.

### 노르웨이
한국계 노르웨이인 사업가 이철호에 의해 노르웨이 전역에 알려졌다. 1970년대 중반부터 미스터 리(영어: Mr. Li) 브랜드로 한국에서 위탁 생산을 하여 노르웨이로 수입되어 판매하는 방식으로 2020년 현재 노르웨이 라면시장 점유율 80% 이상을 기록하고 있다.

### 멕시코
멕시코에서는 1980년대부터 일본의 도요 수산이 진출했고 "마루찬(maruchan)" 등이 수입되어 판매되는 방식으로 멕시코 라면시장에서 점유율 80% 이상을 기록하고 있다.

### 미국
미국은 1970년대 초까지만 하여도 라면이 비교적 생소하였으나, 1972년 일본의 도요 수산이 세계 무대의 첫 전진 기지를 발판삼아 미래의 세계 각지에서의 라면 시장 1위 자리를 도전하기 위해 마루찬(영어: Maruchan)이라는 브랜드를 미국에서 처음 런칭하여 1977년 공장 준공 후 40년 넘게 미국 내에서의 라면 시장을 일본계 업체가 꽉 쥐고 있는 중이지만 훗날 경쟁 업체인 닛신식품이 가세하였고 삼양식품은 1984년 3월 6일 로스앤젤레스 근교에 삼양라면 미국공장을 준공하였다.  그 뒤를 이어 재미교포나 한국계 미국인 같은 특정인의 전유물로 알려진 농심도 역시 뒤늦게 시장 확대에 가세하면서, 2005년 미국에 라면 공장을 정식으로 준공됨에 따라 농심은 현재 마루찬, 닛신과 함께 미국 3대 라면 시장의 구도를 개척하고 있는 것으로 보인다.

## 영양
라면 한 봉지에는 약 500kcal 전후의 열량과 탄수화물, 단백질, 지방, 칼슘 등이 고루 들어있다. 성인의 일일권장량(약 2,100~2,600kcal)을 기준으로 한끼당 600~700kcal 정도의 열량이 필요하다고 본다면 라면의 열량은 일반적인 한 끼 식사와 유사하거나 낮은 수준이다. 다만 나트륨 함량이 높아 조절이 필요하다.
- 건강한 식생활을 하기 위해서는 탄수화물ㆍ단백질ㆍ지방 등 3가지 필수 영양소의 균형이 중요하며, 이들의 이상적인 비율은 탄수화물(55~70) : 단백질(7~20) : 지방(15~25)이다. 라면의 탄수화물ㆍ단백질ㆍ지방 비율은 대략 62:8:30 수준으로 이상적인 비율에 가깝다.[10]
- 라면에는 극미량영양소도 적지 않다. 밀가루와는 달리 라면 면발이 노란 것은 리보플래빈이란 비타민을 첨가해서이고, 항산화 기능이 있는 비타민 E도 함유되어 있다. 뼈 건강에 좋은 칼슘을 강화한 라면도 많이 있다.
- 라면을 조리할 때 달걀, 치즈 등의 부재료를 첨가하면 라면에 부족한 영양분을 보충 할 수 있다.

## 비상식량
조리의 간편함과 저렴한 가격 때문에 비상식량으로도 애용된다. 사회적 사건 발생, 경제적 불황 조짐이 있을 시 사재기를 해놓는 경우가 있고 자연재해 발생시 이재민에게 제공되는 비상 식량으로 사용된다. 특히 용기가 같이 포함되어 있는 사발 라면의 경우 뜨거운 물만 있으면 바로 먹을 수 있기 때문에 비상식량으로 널리 활용되고 있다. 단, 기본적으로 면을 튀긴 음식이기에 유통기한은 1년 내외로 짧아 오랜기간 보존하기는 힘들다. 대한민국 국군과 중국 인민해방군에서도 비상식량으로 쓰인다.
2020년에는 코로나19로 인해 한국 라면이 비상식량으로 주목받아 수출액이 전년 대비 29.3%증가하여 사상 최대를 기록하였다.

## 라면 관련 이슈
라면은 저렴한 가격 때문에 항상 일반인들이 즐겨 찾는 식사 대용품이었다. 그러나 식품으로 오랜 기간 섭취할 경우 건강에 좋지 못하다는 유해론이 언제나 문제였다.
- 특히 1989년에는 공업용 우지를 라면에 사용했다는 라면 우지 파동 사건이 일어나 라면 업계가 위축되고 삼양식품의 관련자가 구속되는 사건이 일어났다. 하지만 우지 사용은 문제가 되지않기에 이 사건은 1997년 대법원의 무죄 판결로 끝을 맺었다. 그 뒤에 발매된 라면은 대부분 식물성 팜유가 주로 쓰인다. 팜유는 트랜스지방이 없고 영양학적으로 항산화성분(토코페롤, 토크트리에놀) 및 항암성분(카로틴)이 함유되어[12] 산화안정성이 높고 발연점이 높아 튀김기름에 적합하여 식품 제조에 많이 사용된다. 그러나 다른 식물성 기름에 비해 포화 지방산 함량이 높으며, 상온에서는 고체의 형태인 기름이므로 여전히 라면 기름에 대한 건강 관련 논의는 끝나지 않았다.[13]
- 첨가된 스프의 안전성과 영양적 측면에 대한 논란을 살펴보면 첫째 화학조미료가 많이 쓰인다는 오명에 대해서는 실제 농수축산 원물을 농축, 건조, 분쇄하여 만든게 주를 이루고 일부 소량 핵산 조미료가 들어가나 이는 다시마, 버섯 등에 많이 들어있는 감칠맛의 핵심 재료라는 것이 알려졌다. 또한 나트륨의 경우 유사 국물음식인 짬뽕 4,000mg, 우동 3,396mg, 쇠고기육개장 2,853mg과 비교해보면 라면은 나트륨 1,778mg(국물있는라면)으로 음식 특성을 고려하여보면 그리 높지 않은 수준이다.[14]
- 라면에서 맛을 증강시켜주던 대표적 식품첨가물인 MSG는 2000년대 이후 소비자들 사이에서 MSG 유해성 시비 문제가 많아, 2008년 농심을 비롯해서 대부분 라면제조사들이 첨가하지 않고 있다.[15] 다만, 식약청과 미국 식품의약국(FDA) 등 기관과 학계에서는 MSG를 평생 먹어도 안전한 물질로 규정하고 MSG에 대한 안전성을 알리고 있는 추세이다.[16]
- 라면이 비교적 나트륨이 높아 너무 자주 먹을 경우 좋지 않을 수 있다는 사회적 인식에 따라 최근 라면업계에서는 나트륨 저감화를 진행하고 있다. 세계보건기구에서 권장하는 하루 나트륨 소비량 2천mg에 육박하던 라면 1개의 나트륨 함유량은 최근 약 1,500mg 수준까지 낮춰진 상황이다. 신라면의 경우 한 봉지당 1,930mg이었던 나트륨 함유량이 2014년 3월부터 7.3% 줄어 한 봉지당 1790mg으로 낮아졌다.[17]

## 라면의 소비
세계라면협회(WINA)에 따르면, 2013년 세계 라면 수요량은 1056억 9천만 개였고, 국가별 1위는 연간 462억 2천만 개의 중국이었다. 2위는 연간 149억 개의 인도네시아이며, 그 뒤를 인도, 일본, 베트남, 미국, 필리핀, 대한민국 등이 쫓고 있다. 대한민국은 연간 36억 1천만 개의 라면 수요량을 보이고 있다. 그러나 1인당 연간 라면 소비량을 봤을 때 대한민국이 73개로 1위이다. 그 뒤로 태국, 브라질, 러시아, 나이지리아, 네팔, 말레이시아, 멕시코 순으로 소비량이 많다.
과거 라면의 주요 판매처는 대형마트였지만, 2017년 4·4분기 기준, 편의점의 라면 매출 점유율이 대형 마트를 첫 추월했다.

## 같이 보기
- 우동
- 라멘
- 컵라면
- 라볶이
- 비빔라면
- 짜장라면
- 즉석식품
- 라면 스프